# Corazón (símbolo)

Un símbolo de corazón.

El símbolo de corazón (❤️) es un ideograma usado para expresar la idea de afecto, cariño o amor, especialmente si se trata de amor romántico. De igual forma, en un sentido metafórico representa la creencia de que ese sentimiento debería ocupar un lugar central en la vida de las personas y de que éste a su vez se origina en lo profundo, en el fondo o desde el centro del alma, haciendo alusión a la posición en la que se encuentra el órgano del corazón en el cuerpo humano y a la importancia que tiene su función para la vida. Para expresar el sentimiento contrario o de desamor, se emplea el símbolo de corazón roto (💔) o, en ocasiones, uno astillado, que son un corazón partido por la mitad y uno hecho pedazos, respectivamente, aunque la mitad de un corazón también puede representar la idea de un amor incompleto que se complementaría encontrando la otra mitad, lo cual a menudo se da a entender con la expresión en español de «media naranja».
En Unicode, el símbolo de corazón es U+2661 (♡).

## Historia

### Origen del símbolo

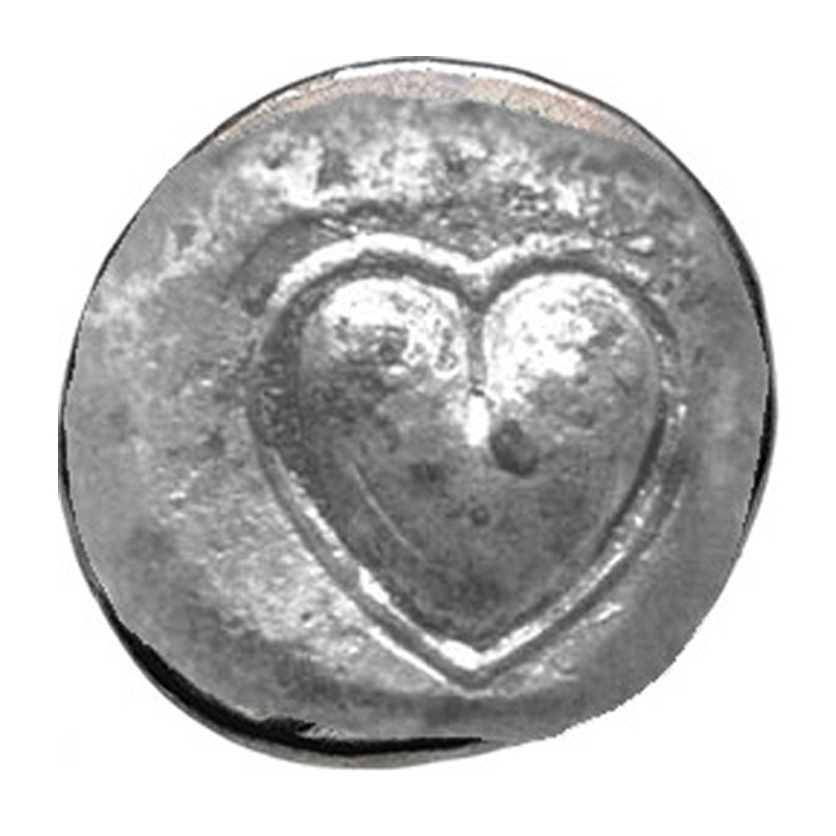
Una moneda de plata de la antigua ciudad-estado griega de Cirene con un símbolo en forma de corazón que representaba un fruto o semilla de silfio plasmada en una de sus caras, aproximadamente del siglo VI o V a. C.

El origen del símbolo de corazón parece ser incierto, y existen diversas teorías. La idea del corazón como fuente de amor se remonta como mínimo a hace varios milenios en la India, China y Japón, con el concepto de chakras como centros de la «energía vital universal», de los cuales el que se encuentra a la altura del corazón se manifiesta, según se afirma, en forma de amor y compasión.
Respecto al símbolo propiamente dicho, hay quien lo atribuye a una planta originaria del norte de África, conocida como silfio (generalmente considerada un hinojo gigante extinto, aunque algunos afirman que la planta es realmente Ferula tingitana; no confundir con el género actual Silphium). 
Se sabe que una de las primeras civilizaciones en utilizar gráficamente el corazón fue la del Antiguo Egipto, como lo demuestran numerosas vasijas de cerámica de miles años de antigüedad que tienen plasmadas figuras parecidas al símbolo de corazón. Además, los egipcios ya conocían la vital importancia que tiene la función del corazón en el cuerpo, aunque no se tiene certeza de que hayan relacionado esos símbolos con el concepto de amor. Después de los egipcios, la siguiente civilización en usar figuras parecidas a corazones fue la Antigua Grecia. En la antigua colonia griega de Cirene, se han hallado monedas con figuras semejantes a corazones, aunque se tiene constancia de que esos símbolos no representaban corazones, sino hojas de silfio.
Durante el siglo VII a. C., la ciudad-estado de Cirene tenía un lucrativo negocio con dicha planta, ahora extinta. Aunque se usaba principalmente como condimento, tenía la reputación de poseer un valor adicional como método anticonceptivo. La planta era tan importante para la economía de Cirene que se acuñaron esas monedas con la imagen de la vaina o cáscara de la planta, la cual tenía la forma del símbolo del corazón que conocemos actualmente. Según esta teoría, dicho símbolo se asoció inicialmente con el sexo, y, posteriormente, con el amor.

### Primeros usos alusivos al amor

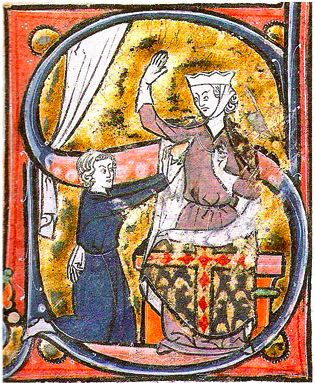
La más antigua representación visual conocida del símbolo de corazón, en la que un hombre enamorado entrega su corazón a su enamorada, en un manuscrito medieval francés de mediados del.

Antes del siglo XIV, el símbolo no era asociado con el concepto de amor, pero la forma geométrica en sí ya se encontraba en fuentes mucho más antiguas, sin embargo, en esos casos no representaba al corazón sino a diferentes tipos de hojas. Con posibles antecesores directos en el siglo XIII, la figura y su uso metafórico relacionado con el amor empezó a darse a finales de la Edad Media y se volvió popular durante el siglo XVI.

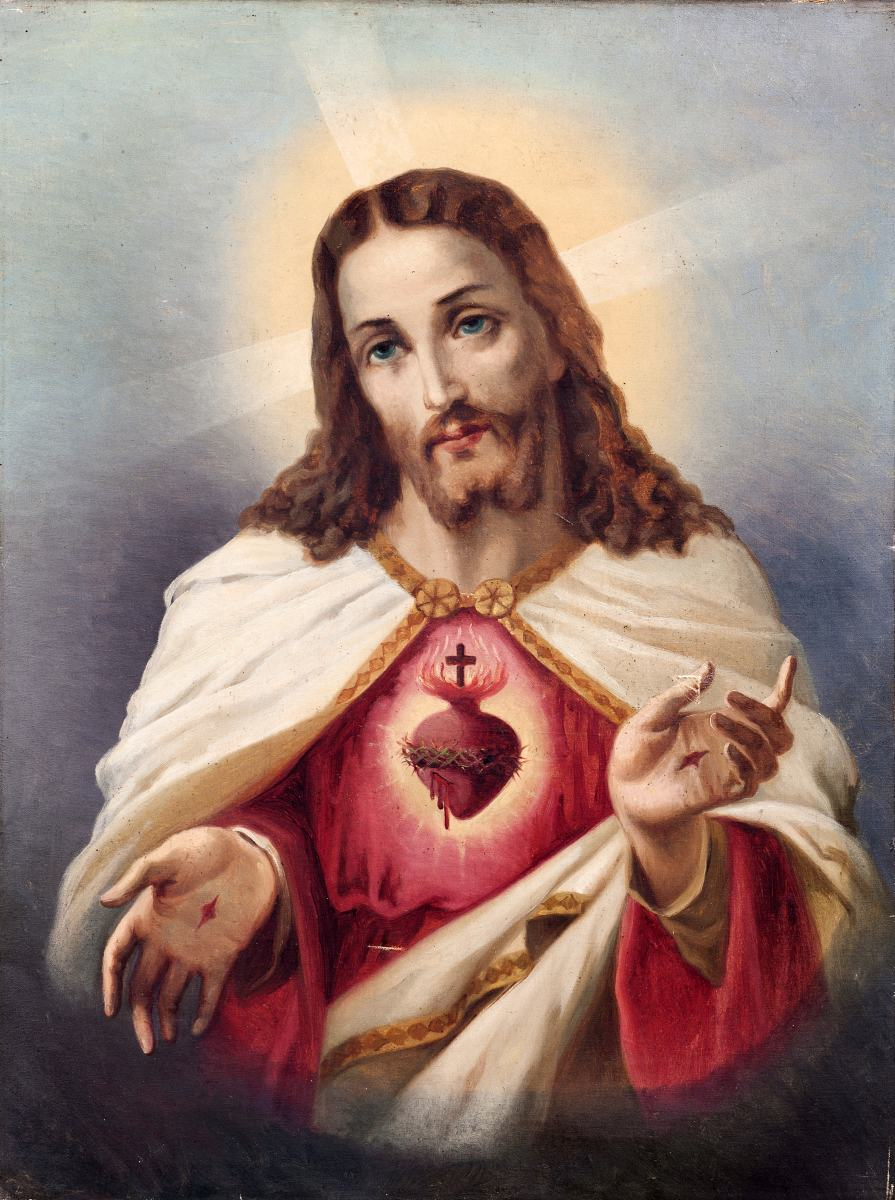
El Sagrado Corazón de Jesús fue uno de los conceptos que propició que el símbolo de corazón se popularizara. Pintura al óleo sobre lienzo de la escuela portuguesa,.

La Iglesia católica sostiene que la forma del símbolo no apareció hasta el siglo XVII, cuando Santa Margarita María Alacoque tuvo una visión del mismo rodeado de espinas. Este símbolo se hizo conocido como el Sagrado Corazón de Jesús, se asoció con el amor y la devoción, y empezó a aparecer a menudo en vidrieras y otros tipos de iconografía eclesiástica. No obstante, aunque el Sagrado Corazón probablemente popularizase el símbolo que hoy conocemos, la mayoría de los eruditos coinciden en que ya existía desde mucho antes del siglo XV.
Existen otras ideas menos románticas acerca del origen de su uso relacionado con el amor. Algunos afirman que la forma actual del símbolo surgió simplemente de burdos intentos de dibujar un corazón humano real, el órgano que los antiguos, entre ellos Aristóteles, creían ser el contenedor de todas las pasiones. Un importante erudito sobre la iconografía del corazón sostiene que la imprecisa descripción anatómica que hizo el filósofo, como un órgano de tres cámaras con la parte superior redondeada y la inferior puntiaguda, pudo haber inspirado a los artistas medievales a la hora de crear lo que hoy conocemos como la «forma de corazón». A su vez, la tradición medieval del amor cortés pudo haber reforzado la asociación del símbolo con el amor romántico.

### Modernidad

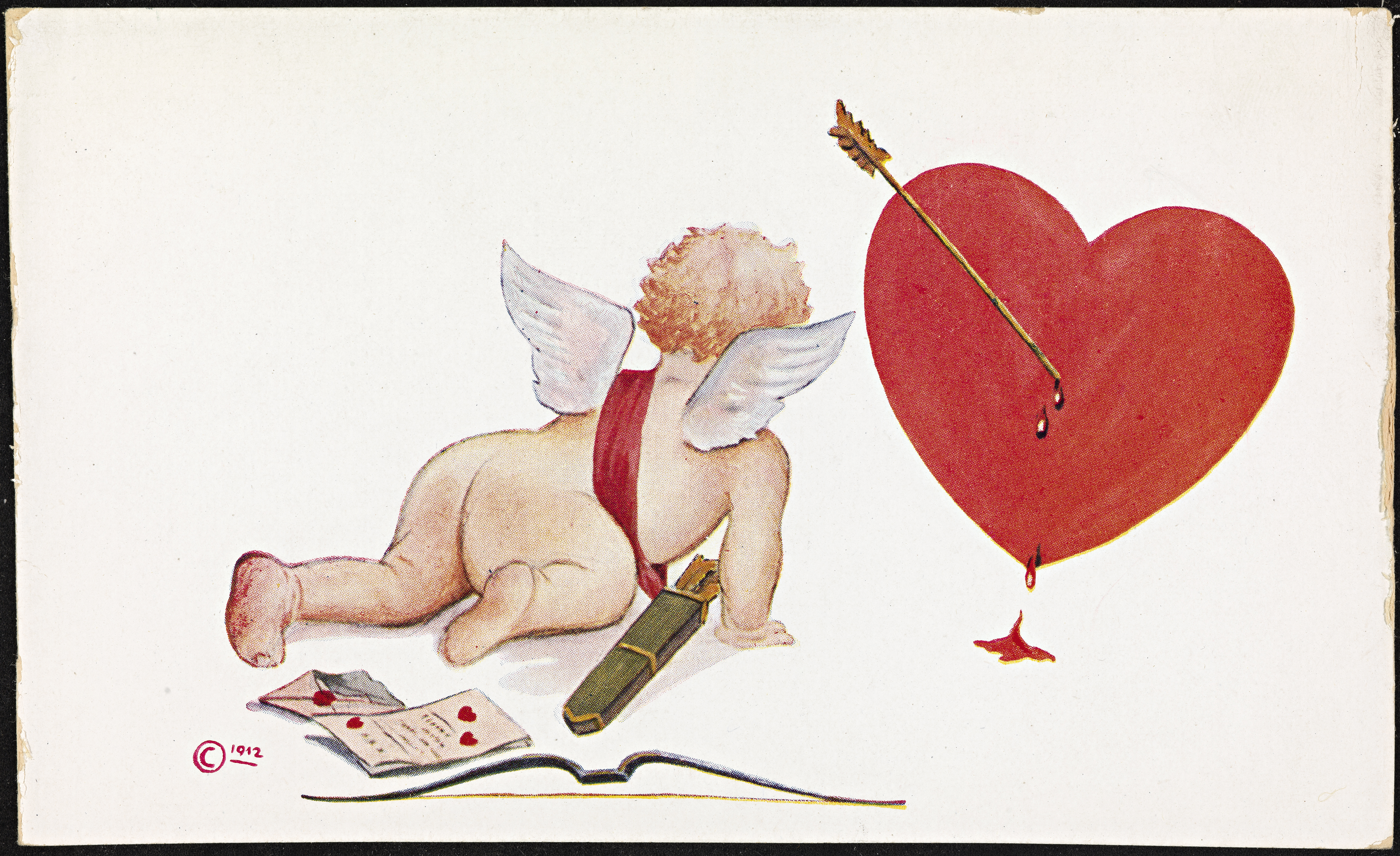
Un corazón atravesado por una flecha de cupido, símbolo del amor romántico.

Los corazones empezaron a proliferar cuando el intercambio de cartas de amor durante el Día de San Valentín ganó popularidad en Inglaterra en el siglo XVII. En un principio, las cartas eran simples, pero los victorianos hicieron que fuesen más elaboradas, empleando el símbolo del corazón en conjunción con cintas y lazos.
En 1977, el diseñador gráfico estadounidense Milton Glaser creó el conocido logotipo de «I❤️NY» que contiene un corazón que reemplaza el verbo en inglés «to love» (traducido en español como «amar» o «querer») diseñado como parte de una campaña publicitaria para promover el turismo en la ciudad de Nueva York. En la actualidad y debido a la popularidad del logotipo, es común que en inglés se reemplace el verbo «to love» por un corazón.
El símbolo de corazón fue utilizado en videojuegos como The Legend of Zelda (1986) o Super Mario Bros 2 (1987, 1998) para representar salud o puntos de vida. Actualmente videojuegos como Minecraft y muchos otros siguen representando la salud con corazones, influenciados por los primeros videojuegos arcade en los que esto era costumbre.

As de corazones en un naipe, presente en la baraja inglesa y en la baraja francesa.

Actualmente, el símbolo está extendido por todo el mundo civilizado, y puede encontrarse en los más diversos ámbitos y lugares, por ejemplo en los naipes de diversas barajas, como la inglesa, la francesa o la bávara, tapices, pinturas, y como elemento decorativo en objetos cotidianos. También constituye el emblema de la Cardiología.
Hoy en día, el corazón es un símbolo que representa no solo al amor, sino también a festividades y la amistad. Entre lo más simbólico del Día de San Valentín está el símbolo del corazón.

## Heráldica

Escudo de armas del Principado de Luneburgo, en la que aparecen figuras de corazón.

Los primeros símbolos de corazón en heráldica aparecen en el siglo XII; los corazones en el escudo de Dinamarca se remontan al estandarte real de los reyes de Dinamarca, a su vez basado en un sello ya usado desde principios de la década de 1190. Sin embargo, aunque en ellas claramente se aprecian figuras con forma de corazón, no representaban corazones ni ninguna idea relacionada con el amor, sino que se asume que representaban hojas de la familia de las ninfeáceas.
Las cargas heráldicas en las que se representan corazones se hicieron más comunes a principios de la Era Moderna, con el Sagrado Corazón representado en la heráldica eclesiástica y los corazones que representan el amor que aparecen en los escudos burgueses. Más tarde, los corazones también se convirtieron en elementos populares en los escudos municipales.

## Representaciones paramétricas

Curva implícita de corazón.

Se han descrito un número de parametrizaciones geométricas de figuras aproximadas al símbolo de corazón. El más conocido de éstos es el cardioide, que es un epicicloide con una cúspide,  aunque ya que el cardioide tiene una base curva, puede no parecer un corazón a primera vista. Otras curvas, como la curva implícita {\displaystyle (x^{2}+y^{2}-1)^{3}-x^{2}y^{3}=0} pueden producir mejores aproximaciones a la figura del corazón.